# あすという日が
「あすという日が」（あすというひが）は山本瓔子（）の詩で、のちにその詩を基として楽曲が作成された。
もとの詩は、詩集『山本瓔子詩集I　心のメッセージ　しあわせの角度』（新風舎刊）に掲載。2011年7月には同歌詞を収録した同タイトルの山本の詩集（全72編）が アスコムより出版された。

## 楽曲

### 八木澤教司作曲「あすという日が」
東日本大震災復興支援曲、復興支援合唱曲、復興シンボル曲として知られる楽曲。また、卒業ソングとしても親しまれている。
もともとは2006年に大阪府池田市で開催された第30回全日本合唱教育研究会全国大会のために、作曲家の八木澤教司が山本瓔子の詩に曲をつけたもので、大阪市立文の里中学校の演奏・合唱で初披露された。
2011年3月11日に発生した東日本大震災（東北地方太平洋沖地震）の影響で、3月19日に福島市音楽堂で開催予定の第4回声楽アンサンブルコンテスト全国大会が中止となり、出場予定であった仙台市立八軒中学校吹奏楽・合唱部の生徒が、避難所となっていた校内から被災者に向けてこの曲を歌った様子がNHKでたびたび報じられ反響を呼び、被災地を勇気づける復興支援のシンボル曲として注目されるようになった。その後東日本大震災の被災者と地域の復興を歌の力でサポートする応援プロジェクトとして発足した「SING ALL JAPAN」によりCD化され7月6日に近畿日本ツーリスト、すかいらーくグループ各店などで発売された。
9月21日、夏川りみと秋川雅史が競作でそれぞれカバー曲を同日発売。二人は第62回NHK紅白歌合戦で共演し、1コーラス目を夏川、2コーラス目を秋川のリードボーカルでオーケストラ仕立てにより歌唱した。このデュエットアレンジバージョンは、2014年2月19日に発売された秋川初となるベスト・アルバムのスペシャルトラックに「あすという日が duet with 夏川りみ」のタイトルで収録された。
2020年3月、海上自衛隊横須賀音楽隊は新型コロナウイルス感染症 (COVID-19)で自粛期間中の国民に対して、「演奏動画、日本応援メッセージ第1弾」としてこの曲を選曲して配信した。また八木澤は、震災から10年が経とうとする中で「震災の記憶を風化させてはいけない」、「被災地で活動している方を応援したい」という思いから新しく応援歌『南風が吹いたら』を作成し、震災のためにいつの日か、何かをしなくてはならないという積年の想いを果たした。完成した曲は横須賀音楽隊の協力によって初演され、同隊はこの曲もメッセージ演奏動画の第2弾として配信した（詳細は『南風が吹いたら』の頁を参照）。

#### 仙台市立八軒中学校吹奏楽・合唱部による合唱曲（CDシングル）

##### 収録曲
1. あすという日が（合唱）
2. しあわせ運べるように（ふるさとバージョン）（合唱）
3. あすという日が（吹奏楽・合唱）

#### 夏川りみのシングル
夏川りみ16枚目のシングル。
2011年4月12日放送の『NHK歌謡コンサート』で、明日への希望が描かれたこの楽曲が紹介されることになり夏川が歌唱を依頼された。放送放送終了後にレコード会社への問い合わせや、インターネット上での反応が大きくリリースが決定した。
夏川と親交があった秋川雅史もこの曲に興味を持っていたことから、「それぞれの世界観で表現し、1人でも多くの人に伝えましょう」ということで秋川バージョンのCDも同日に発売されることになった。夏川バージョンはギター、ベース、ピアノ、シンセサイザーの演奏と、合唱によるコーラス、ダブルカルテットのストリングスによるアレンジで優しく温かみのある楽曲として仕上げられた。

##### 収録曲
1. あすという日が　編曲：村松崇継
2. 切手のないおくりもの　作詞・作曲：財津和夫　編曲：清水俊也
3. あすという日が（オリジナル・カラオケ）
4. 切手のないおくりもの（オリジナル・カラオケ）

#### 秋川雅史のシングル
秋川雅史3枚目のシングル。
夏川りみと同日リリース。「夏川はビクターエンタテインメントから優しく温かい歌声を、秋川はテイチクエンタテインメントから力強いテノールを日本全国に届ける」というコンセプトで同時発売された。

##### 収録曲
1. あすという日が　編曲：沢田完
2. 翼をください  作詞：山上路夫　作曲・編曲：村井邦彦
3. あすという日が 〜オリジナルカラオケ〜
4. 翼をください 〜オリジナルカラオケ〜

#### その他著名なアーティスト等による歌唱・演奏
歌唱・演奏をCD音源化した著名なアーティスト等は以下の通り。
- ヘイリー（Hayley Westenra）- 2012年3月28日発売のアルバム『祈り～ヘイリー・シングス・ジャパニーズ・ソングス ベスト』に収録。
- 崔 岩光 - 2012年7月11日発売のアルバム『愛の真実～サイ・イエングアン・ベスト』に収録[注釈 1]。
- 山田和樹指揮、心に花を咲かせよう合唱団 - 2012年9月5日発売のアルバム『心に花を咲かせよう』に収録。
- 芹洋子 - 2012年10月24日発売のアルバム『心つなぐ歌』に収録。
- 陸上自衛隊中央音楽隊 - 2013年2月6日発売のアルバム『この国は～陸上自衛隊中央音楽隊 吹奏楽作品集』に収録[注釈 2]。
- Luna Luna - 2014年10月8日発売のアルバム『2分の1成人式 「10才のありがとう」 聴く書く話し合う―心を育てる音楽マニュアル』に収録。
- NHK東京児童合唱団 ユースシンガーズ・ユースメンズクワイア - 2015年2月4日発売のアルバム『花は咲く〜心に届け!うたのチカラ〜』に収録。
- 海上自衛隊呉音楽隊 - 2018年3月19日発売のアルバム『八木澤教司吹奏楽作品集「オマージュ～海の守り詩」』に収録[注釈 2]。
- 北野里沙 - 2018年12月19日のアルバム『The day of tomorrow』に収録。

### 滝浦 盛作曲「あすという日が(A Day of Tomorrow)」
小学生の合唱曲として音楽之友社から発売。